# Chordeiles nacunda
Chordeiles nacunda là một loài chim trong họ Caprimulgidae.
Loài này được tìm thấy ở Argentina, Bolivia, Brazil, Colombia, Ecuador, Guiana thuộc Pháp, Guyana, Paraguay, Peru, Suriname, Trinidad và Tobago, Uruguay và Venezuela. môi trường sống tự nhiên của chúng là xavan khô, nhiệt đới hoặc cận nhiệt đới ẩm ướt theo mùa hoặc đồng cỏ vùng đồng bằng ngập nước và rừng trước đây suy thoái nặng nề.

## Hình ảnh

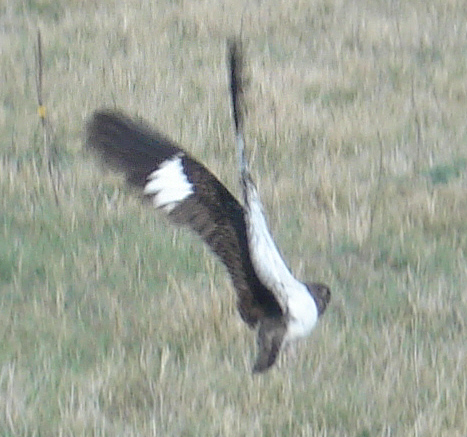
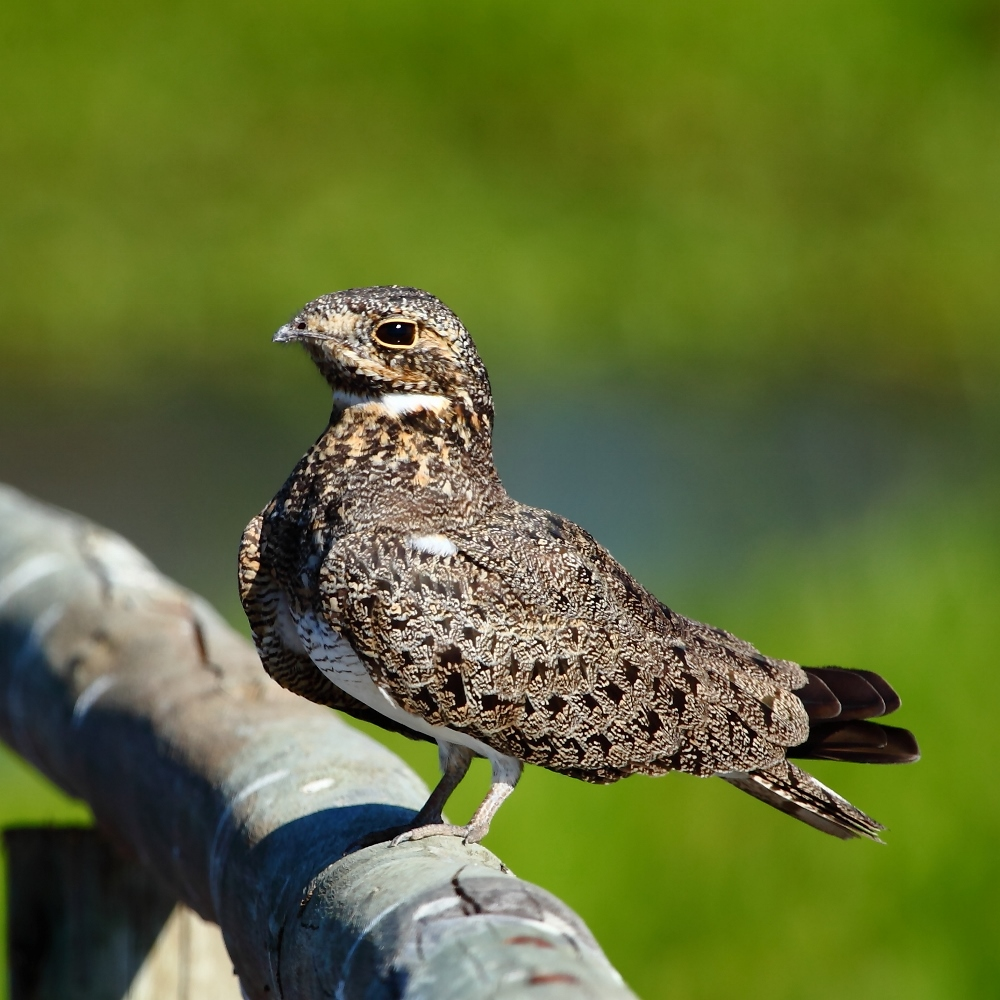
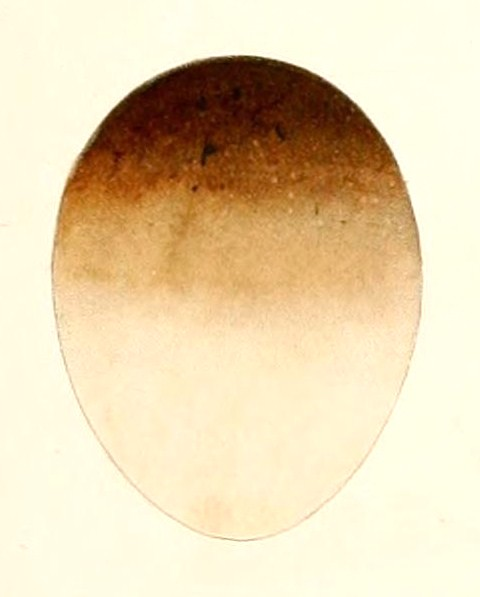